# Atletiek op de Paralympische Zomerspelen 2024 - 400 m mannen T53
De 400 meter voor mannen klasse T53 op de Paralympische Zomerspelen 2024 vond plaats van op 1 september in het Stade de France. Deze klasse is voor atleten met onderbreking van de zenuwen in de lagere delen van de rug, met normaal gebruik van armen en handen, geen of beperkte rompfunctie en geen beenfunctie. De winnaar van 2020 was Pongsakorn Paeyo uit de Thailand, die in 2024 zijn titel wist te prolongeren. De Canadees Brent Lakatos  behaalde het zilver en Brian Siemann uit de Verenigde Staten won de bronzen medaille.

## Records
Voorafgaand aan het toernooi waren dit het wereldrecord en het Paralympisch record.
| Wereldrecord        | Thailand Pongsakorn Paeyo | 46.11 | Parijs | 11 juli 2023     |
| Paralympisch record | Thailand Pongsakorn Paeyo | 46.61 | Tokio  | 29 augustus 2021 |

## Series
De eerste drie van beide series kwalificeerden zich direct voor de finale. Van de overgebleven atleten kwalificeerden bovendien de twee snelsten zich voor de finale.

#### Serie 1
| Rang | Baan | Naam                   | Naam | Tijd  | Bijz. |
| ---- | ---- | ---------------------- | ---- | ----- | ----- |
| 1    | 7    | Pongsakorn Paeyo       | THA  | 46.67 | Q, SB |
| 2    | 3    | Pichet Krungget        | THA  | 48.90 | Q     |
| 3    | 4    | Abdulrahman Al-Qurashi | KSA  | 48.96 | Q, PB |
| 4    | 6    | Pierre Fairbank        | FRA  | 49.10 | q, SB |
| 5    | 5    | Ariosvaldo Fernandes   | BRA  | 51.35 | q, SB |

#### Serie 2
| Rang | Baan | Naam            | Naam | Tijd  | Bijz. |
| ---- | ---- | --------------- | ---- | ----- | ----- |
| 1    | 4    | Brent Lakatos   | CAN  | 49.04 | Q, SB |
| 2    | 3    | Brian Siemann   | USA  | 49.16 | Q     |
| 3    | 5    | Masaberee Arsae | THA  | 51.03 | Q     |
| 4    | 7    | Byunghoon Yoo   | KOR  | 51.38 |       |
| 5    | 6    | Mohamed Khelifi | TUN  | 52.01 | SB    |

### Finale
| Rang   | Baan | Naam                   | Naam | Tijd  | Bijz. |
| ------ | ---- | ---------------------- | ---- | ----- | ----- |
| Goud   | 5    | Pongsakorn Paeyo       | THA  | 46.77 |       |
| Zilver | 8    | Brent Lakatos          | CAN  | 47.24 | SB    |
| Brons  | 6    | Brian Siemann          | USA  | 47.84 | PB    |
| 4      | 7    | Pichet Krungget        | THA  | 48.62 |       |
| 5      | 4    | Abdulrahman Al-Qurashi | KSA  | 49.38 |       |
| 6      | 3    | Pierre Fairbank        | FRA  | 50.37 |       |
| 7      | 9    | Masaberee Arsae        | THA  | 50.45 |       |
| 8      | 2    | Ariosvaldo Fernandes   | BRA  | 52.42 |       |